# 55 Cancri b
55 Cancri b, o Galileo, è un pianeta extrasolare orbitante attorno alla stella 55 Cancri, con un periodo di 14,7 giorni. È il secondo pianeta in ordine di distanza dalla sua stella, e fu scoperto nel 1996 da Geoffrey Marcy e R. Paul Butler; è il quarto pianeta conosciuto, se si escludono i pianeti delle pulsar.

## Scoperta
Come la gran parte dei pianeti extrasolari conosciuti, 55 Cancri b fu scoperto rilevando le variazioni della velocità radiale della sua stella, causate dalla gravità dello stesso pianeta; attraverso le misure dello spostamento verso il rosso del suo spettro, fu rilevata una periodicità di circa 15 giorni. La scoperta venne annunciata nel 1996, assieme a quella del pianeta di Tau Boötis e il pianeta più interno del sistema di Upsilon Andromedae. Ulteriori variazioni della stella permisero, nel 2002, la scoperta di 55 Cancri d.

## Orbita e massa
55 cancri b ha un corto periodo orbitale, sebbene non così breve come quello del precedentemente scoperto 51 Pegasi b, e la sua orbita è in risonanza con quella del pianeta 55 Cancri c, con un rapporto di 1:3. Un limite del metodo della velocità radiale usato per scoprire il pianeta è che solo un limite di massa più basso può essere rilevato. Le misure astrometriche fatte dal telescopio spaziale Hubble suggeriscono che il pianeta più esterno del sistema, sia inclinato di circa 53° rispetto al piano celeste; se queste misure sono corrette, la massa del pianeta sarebbe del 25% maggiore del limite inferiore, uguale dunque a 0.98 masse di Giove.

## Caratteristiche
Data l'elevata massa del pianeta, è probabile che 55 Cancri b sia un gigante gassoso, simile a Giove e Saturno. Sin dalla sua scoperta, non è stato ancora possibile determinare il suo raggio, la composizione e la temperatura, che restano sconosciuti. Se si considera il pianeta simile in composizione a Giove, di certo la sua superficie sarebbe formata da un grande strato di nubi.
Difficilmente il pianeta potrebbe avere dei satelliti naturali, dato che la grande forza mareale combinata del pianeta e della vicina stella li avrebbe spazzati via o, similmente, potrebbero essere stati distrutti durante la nascita del sistema.